# Elias James Corey
Elias James "E.J." Corey (arabisk: إلياس جيمس خوري; født 12. juni 1928) er en amerikansk organisk kemier, der modtog nobelprisen i kemi i 1990 "for sin udvikling af teorien og metodologien om organisk syntese", sørlogt retrosynteseanalyse. Han er af mange blevet betragtet som en af de største levende kemikere. Han har udviklet adskillige syntetiske reagenser, metodologier og totalsynteser, og han har bidraget betragteligt til organisk syntese.